# OPPO Find X5
OPPO Find X5和OPPO Find X5 Pro是OPPO製造的Android系統智能手機，OPPO Find X3和OPPO Find X3 Pro的後一代機型，屬Find系列第4代。2022年3月3日正式發售。OPPO Find X5 CPU採用高通驍龍888處理器，OPPO Find X5 Pro天璣版是聯發科天璣9000，OPPO Find X5 Pro的CPU則是高通驍龍8 Gen 1處理器。OPPO Find X5皆會提供搭載OPPO自研的馬里亞納MariSilicon X影像NPU，並應用哈蘇拍攝技術，加入「哈蘇色彩調節系統」的色彩校正，支持80W超快閃充和50W無線閃充。
搭載天璣9000晶片的OPPO Find X5 Pro天璣版原定會在3月18日正式開售，而受廣東多地疫情影響，OPPO Find X5 Pro天璣版的首發時間延期到4月1日。 